# Gilet
Gilet és un municipi del País Valencià situat a la comarca del Camp de Morvedre.

## Geografia

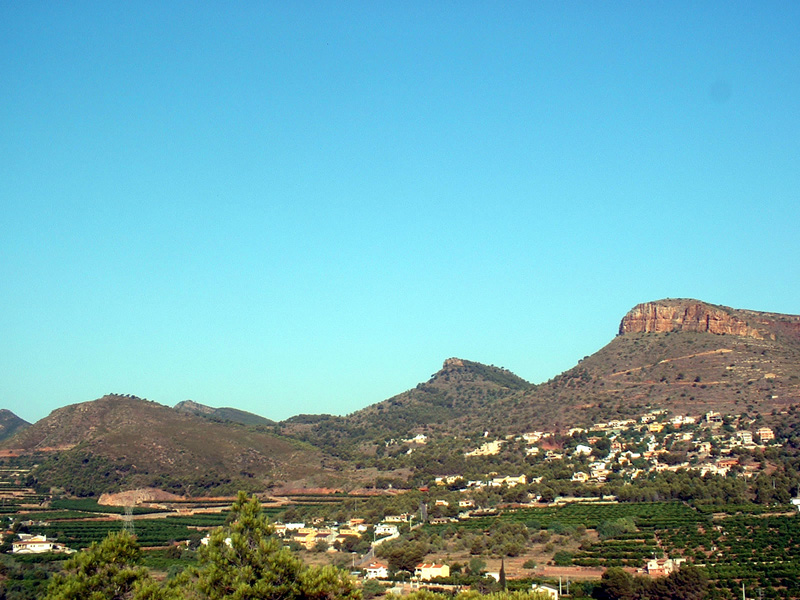
El Xocainet i La Penya

El municipi està inclòs en la subcomarca de la Baronia, enclavat en el sud-est de la Serra Calderona, al costat de la conca del riu Palància. Amb una altitud de 76 m sobre el nivell del mar i a una distància de 30 km de la ciutat València i a 5 km del nucli de Sagunt, en una ubicació privilegiada entre muntanyes i alhora molt prop del mar.
La superfície del terreny és muntanyosa, amb altures que arriben fins als 400 m en la part oest. Les més importants són:
- Xocainet (437 m)[1]
- Pic de l'Àguila (441 m)
- La Redona o Penya (427 m)
- Mont de la Creu (325 m)

La vegetació natural es caracteritza per l'existència de pi blanc en quasi totes les muntanyes així com el matoll de garriga.
El municipi té un clima mediterrani, amb estius calorosos i hiverns temperats; la temperatura mitjana anual és d'uns 18,5º. El règim de pluges és bastant irregular, però solen donar-se amb més freqüència a la tardor i primavera.
Per carretera, des de València, es pot accedir a Gilet prenent la V-21 i després l'A-23 o autovia Mudèjar. El municipi compta també amb accés per ferrocarril, per mitjà de la línia de rodalia C-5 de València. També s'hi pot accedir en autobús per mitjà de l'empresa Autocares Herca de la línia Sogorb-València.
El terme municipal de Gilet limita amb les següents localitats: Albalat dels Tarongers, Petrés i Sagunt totes elles de la província de València. També cal assenyalar que part del seu terme municipal forma part del Parc Natural de la Serra Calderona.

## Història

### Prehistòria
A Gilet s'han trobat assentaments primitius; concretament, restes d'un poblat iber trobades en la muntanya denominada la Penya, entre les quals hi ha fragments ceràmics; i també restes que anirien des de l'edat del bronze fins a l'Època Medieval. En Sant Esperit es va trobar una cova que conté una pintura rupestre en color roig pàl·lid, que pareix la representació d'un ídol oculat. La dita pintura no s'ha pogut datar amb massa exactitud a causa de les condicions geològiques de la cova, concloent que es va representar al principi de l'Edat del Bronze. En la Font de la Vidriera també es van trobar restes d'un poblat iber romanitzat que s'ha datat entre els segles iii i II aC.

### Naixement de Gilet
Del poble com a tal es tenen les primeres notícies com a alqueria àrab. Després de la conquesta de Jaume I, les terres van ser donades a Joan de Saragossa i més tard es van donar a Bernat Palau. A Adan de Paterna li van ser entregades les terres en 1348, tornant més tard a la Corona fins que Pere II de València les va donar a Pere Guillem el 15 d'abril de 1375.

### El senyoriu a Gilet
Es va conformar una noblesa local i comarcal que es va consolidant durant el segle XIV a base de privilegis cedits per la monarquia. El 7 de març de 1471, Joan II empenyora la jurisdicció de Gilet a Manuel Llançol. La noblesa local és considerada com a baixa, ja que les seues possessions únicament se cenyien al poble. La revolució francesa marca el trànsit de la societat feudal cap a una societat liberal, tal com ocorre en tot Espanya durant el segle xix. Per a evitar el pagament de rendes senyorials, el poble de Gilet va sol·licitar la seua incorporació al Patrimoni Real, per mediació de la Basílica de València. Eixa incorporació fon concedida en 1806, de manera que a canvi de diversos terrenys de la devesa de Sant Esperit, els agricultors van passar de pagar del 20% al 5% de les seues collites al Marqués de Llançol. Quan va morir Teresa Llançol sense hereus, els seus marmessors van començar a pressionar la població perquè els pagaren les rendes senyorials, fet que va crear un conflicte greu en la població, i en el qual la Basílica de València es va declarar incompetent. És per este conflicte que les rendes senyorials van continuar vigents a Gilet almenys fins a l'any 1841, últim de què es té constància.

### El problema morisc i la repoblació
Gilet era una població morisca de 140 cases, segons el Cens de Caracena (1609), amb la qual cosa l'expulsió dels moriscs va suposar un problema important a causa del descens de població que va sofrir el poble. Després d'esta expulsió, es va procedir a la repoblació de Gilet amb gents vingudes d'altres llocs, per a suplir el descens de població, que suposava un problema a la noblesa autòctona. La carta de repoblació de Gilet especifica el lloc d'origen de cada u dels repobladors: 3 de Castella, 11 de Sagunt, 7 de Puçol, 5 d'Aragó, 2 de Catalunya, 2 de França, 1 de Morella, 1 de Castelló, 1 d'Ademús, 1 del Villar, 1 del Puig de Santa Maria i 1 de Canet.

### La Guerra Civil
La Guerra Civil no es va deixar sentir pel poble com a escenari fins a 1939, just abans que acabara el conflicte, i durant eixe període l'església va patir danys quantiosos, tant en l'arxiu parroquial amb la pèrdua de valuosos documents històrics, com en la pèrdua d'imatges de culte.

## Demografia
La proximitat a València i les bones comunicacions amb la capital i amb la ciutat de Sagunt han propiciat un espectacular creixement demogràfic en els últims anys i un important desenvolupament urbanístic, sent el poble de la Baronia el que ha registrat un augment més significatiu.
| 1990  | 1992  | 1994  | 1996  | 1998  | 2000  | 2002  | 2004  | 2005  | 2006  | 2007  | 2011  |
| ----- | ----- | ----- | ----- | ----- | ----- | ----- | ----- | ----- | ----- | ----- | ----- |
| 1.196 | 1.215 | 1.333 | 1.433 | 1.480 | 1.477 | 1.577 | 2.118 | 2.290 | 2.411 | 2.561 | 3.248 |

## Economia
La major part de la població s'ha dedicat tradicionalment a l'agricultura. Fins als últims anys predominava el cultiu de secà (garroferes i oliveres); però amb el temps s'ha anat abandonant eixe cultiu per a fomentar més el de regadiu, amb un predomini del cultiu del taronger.
Tradicionalment la indústria de Gilet s'ha desenvolupat amb els recursos naturals que posseïx, però cal destacar que fins fa uns 20 anys, era conegut per la gran producció de graneres artesanals, de palma majoritàriament, encara que actualment este ofici ha anat desapareixent.

## Política i govern

### Composició de la Corporació Municipal
El Ple de l'ajuntament està format per 11 regidors. En les eleccions municipals de 26 de maig de 2019 foren elegits 6 regidors del Partit Socialista del País Valencià (PSPV-PSOE), 3 del Partit Popular (PP), 1 d'Esquerra Unida-Seguim Endavant (EUPV) i 1 de Compromís per Gilet (Compromís).
| Eleccions municipals de 26 de maig de 2019 - Gilet                                                                                    |                                          |                                     |                                     |        |          |          |
| Candidatura | Candidatura                              | Candidatura                         | Cap de llista                       | Vots   | Vots     | Regidors |
| | Partit Socialista del País Valencià-PSOE |                                     | Salvador Costa Escrivà              | 638    | 41,00%   | 6 (+3)   |
| | Partit Popular                           |                                     | Jorge Fabuel Iranzo                 | 359    | 23,07%   | 3 ()     |
| | Esquerra Unida-Seguim Endavant           |                                     | Antonio Muñoz Oteros                | 141    | 9,06%    | 1 (-1)   |
| | Compromís per Gilet                      |                                     | Felipe Aparisi Mingarro             | 115    | 7,39%    | 1 ()     |
| | Altres candidatures                      |                                     |                                     | 293    | 18,83%   | 0 ( -2)  |
| | Vots en blanc                            |                                     |                                     | 10     | 0,64%    |          |
| Total vots vàlids i regidors | Total vots vàlids i regidors             | Total vots vàlids i regidors        | Total vots vàlids i regidors        | 1.556  | 100 %    | 11       |
| | Vots nuls                                | Vots nuls                           | Vots nuls                           | 22     | 1,39%    |          |
| Participació (vots vàlids més nuls)                                                                                                   | Participació (vots vàlids més nuls)      | Participació (vots vàlids més nuls) | Participació (vots vàlids més nuls) | 1.578  | 65,42%** |          |
| Abstenció | Abstenció                                | Abstenció                           | Abstenció                           | 834*   | 34,58%** |          |
| Total cens electoral | Total cens electoral                     | Total cens electoral                | Total cens electoral                | 2.412* | 100 %**  |          |
| Alcalde: Salvador Costa Escrivà (PSPV) (15/06/2019) Per majoria absoluta dels vots dels regidors (7 vots: 6 de PSPV i 1 de Compromís) |                                          |                                     |                                     |        |          |          |
| Fonts: JEC, JEZ Sagunt, M. Interior, Periòdic Ara. (* No són vots sinó electors. ** Percentatge respecte del cens electoral.)         |                                          |                                     |                                     |        |          |          |

### Alcaldes
Des de 2015 l'alcalde de Gilet és Salvador Costa Escrivà de PSPV.
| Període                       | Alcalde o alcaldessa                                   | Partit polític | Data de possessió     | Observacions         |
| ----------------------------- | ------------------------------------------------------ | -------------- | --------------------- | -------------------- |
| 1979–1983                     | José Benet Arnau                                       | UCD            | 19/04/1979            | --                   |
| 1983–1987                     | José María Catalunya Oliver                            | PSPV-PSOE      | 28/05/1983            | --                   |
| 1987–1991                     | José María Catalunya Oliver                            | PSPV-PSOE      | 30/06/1987            | --                   |
| 1991–1995                     | José María Catalunya Oliver                            | PSPV-PSOE      | 15/06/1991            | --                   |
| 1995–1999                     | José María Catalunya Oliver Vicente José Campos Oron   | PSPV-PSOE      | 17/06/1995 03/10/1997 | Dimissió/renúncia -- |
| 1999–2003                     | Vicente José Campos Oron                               | PSPV-PSOE      | 03/07/1999            | --                   |
| 2003–2007                     | Francisco Aicart García                                | PP             | 14/06/2003            | --                   |
| 2007–2011                     | María Concepción Borrell Gascón Salvador Costa Escrivà | PSPV-PSOE      | 16/06/2007 10/11/2010 | Dimissió/renúncia -- |
| 2011–2015                     | Juan Carlos Vera Orea                                  | PP             | 11/06/2011            | --                   |
| 2015–2019                     | Salvador Costa Escrivà                                 | PSPV-PSOE      | 13/06/2015            | --                   |
| 2019-2023                     | Salvador Costa Escrivà                                 | PSPV-PSOE      | 15/06/2019            | --                   |
| Des de 2023                   | n/d                                                    | n/d            | 17/06/2023            | --                   |
| Fonts: Generalitat Valenciana |                                                        |                |                       |                      |

## Monuments
- Monestir de Sant Esperit.
- Església de Sant Antoni. La parròquia va deprendre de Sagunt fins a l'any 1533, en el qual es va començar a construir l'església. Consta d'una nau central i dos laterals existint tres capelles en cadascuna de les laterals. La façana de l'església es caracteritza per la seua senzillesa i per ser llisa i decoració de boles de pedra. En el seu interior s'aprecia un decorat renaixentista, el qual s'ha anat desvirtuant amb les successives reparacions, sent els altars laterals d'estil barroc.
- Ermita de Sant Miquel. Construïda durant el segle xviii i situada en un tossal al costat del nucli del poble, s'observa des de gran distància. És de gran senzillesa, té una capella que alberga l'Arcàngel Sant Miquel.
- Torre de Gilet

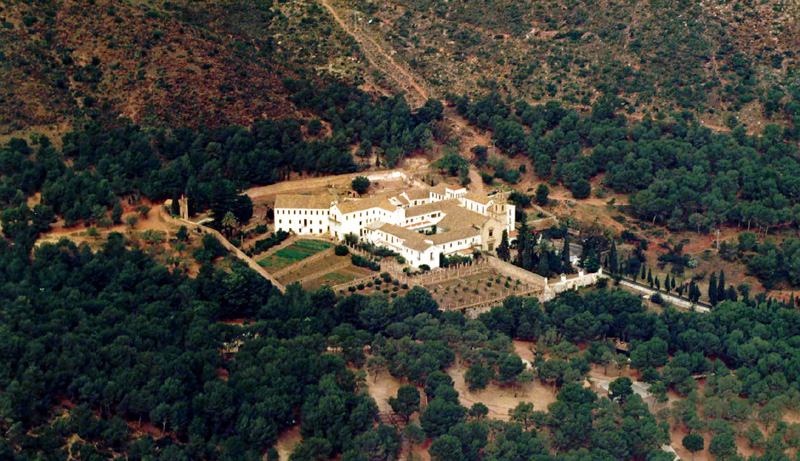
Convent de Sant Esperit
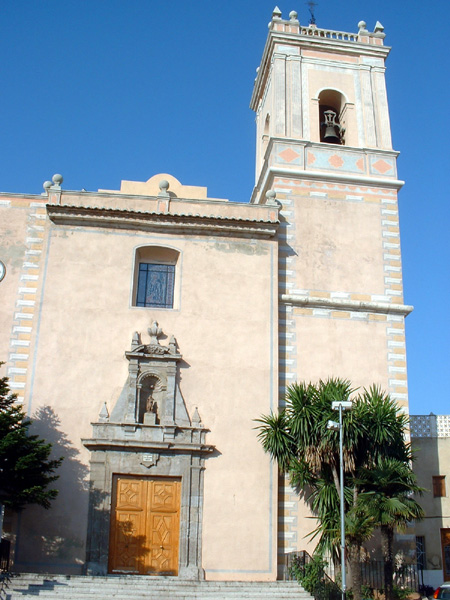
Església de Sant Antoni Abat
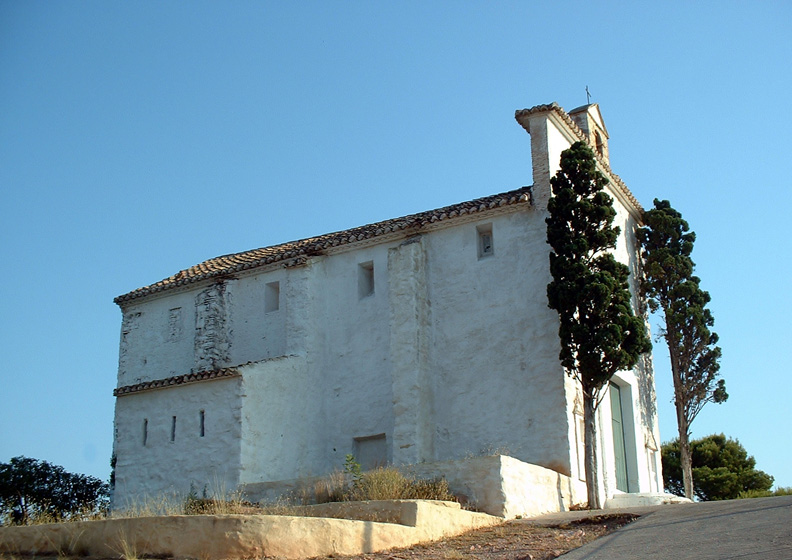
Ermita de Sant Miquel
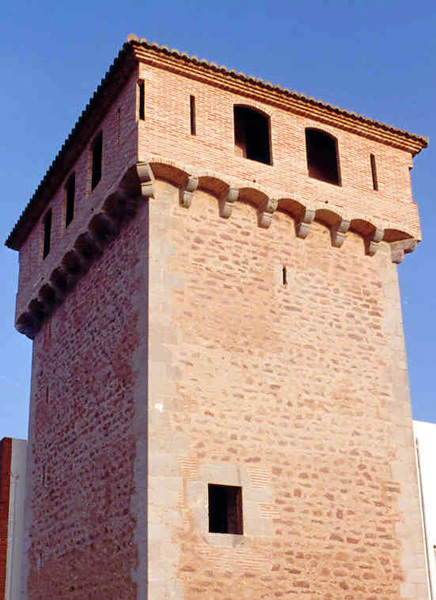
Torre de Gilet

## Festes i celebracions
- Festes patronals. Se celebra l'últim diumenge d'agost, en honor de la patrona del poble, la Mare de Déu de l'Estrella. Un dels actes centrals i més multitudinaris és la Baixada de Sant Miquel, la qual se celebra el divendres de l'última setmana d'agost, passades les deu de la nit, i consistix en la baixada del sant des de l'ermita, on es troba durant l'hivern, fins a la parròquia de la localitat. El descens és il·luminat per gran quantitat de bengales i amb un castell que es dispara des de la plaça del poble, el qual dona la benvinguda al sant en la seua entrada a la localitat. La baixada és organitzada pels jóvens de la localitat des de fa més d'un segle.